# برنارد تشايلدز
برنارد تشايلدز (بالإنجليزية: Bernard Childs) هو رسام أمريكي، ولد في 1 سبتمبر 1910 في بروكلين في الولايات المتحدة، وتوفي في 27 مارس 1985 في نيويورك في الولايات المتحدة.